# Sad
Sad (língua árabe: سورة ص) A Letra Sad  é a trigésima oitava  sura do Alcorão com 88 ayats.